# Diaphorus annulatus
Diaphorus annulatus är en tvåvingeart som först beskrevs av Macquart 1842.  Diaphorus annulatus ingår i släktet Diaphorus och familjen styltflugor. Inga underarter finns listade i Catalogue of Life.